# Аквино
Аквино (на италиански: Aquino, Акуино) е град и община в провинция Фрозиноне в региона Лацио в Централна Италия.

## География
Намира се на 118 км източно от Рим и на 43 км югоизточно от Фрозиноне и има 5339 жители (на 1 януари 2009 г.).
Разположен е в плодородната долина на река Гариглиано (Лири) и от древно време на Виа Латина, днешния Via Casilina (SS 6).

## История
От 4 век пр.н.е. Аквино е важно селище на волските. Става муниципиум и от 1 век пр.н.е. колония. Става голям град с 40 000 жители.
През 577 г. Зото, херцогът на Беневенто разрушава Аквино. През 590 г. лангобардите го унищожават напълно и прогонват жителите в близките планини. Новият град се създава по-далече на изток между две, днес източени езера. През 8 век владетелите на Аквино контролират териториите между Фрегелае и Касино.
През 1796 г. Аквино е купен от Фердинанд I Бурбонски за Кралство Неапол.
През 1861 г. Аквино е част от Кралство Италия. През 1927 г. преминава от провинция Тера дел Лаворо (Казерта) към провинция Фрозиноне.
От Аквино произлизат Ювенал, римски поет, също така и Песцений Нигер, претендент за римски император през 2 век.
Тома Аквински, теолог и философ, син на графа на Аквино е роден на 8 км северно от Аквино в замъка Рокасека (* 1225 † 1274).